# Ordre des Nuages propices
L'ordre des Nuages propices (chinois : 卿雲勳章) est une distinction civile de la république de Chine. Créée le 12 février 1941, elle est remise pour contributions exceptionnelles de fonctionnaires, non-fonctionnaires ou étrangers. Elle est divisée en neuf classes.

## Description
L'image centrale de la médaille est celle de nuages, signe de bon augure.

## Récipiendaires
Il est décerné à 20 personnes de 1943 à mars 1945:98.

## Classes
| 1re classe (grand cordon spécial) |
| 2e classe (grand cordon)          |
| 3e classe (grand cordon vert)     |
| 4e classe (collier spécial)       |
| 5e classe (collier)               |
| 6e classe (rosette spéciale)      |
| 7e classe (rosette)               |
| 8e classe (ruban spécial)         |
| 9e classe (ruban)                 |

## Récipiendaires notables

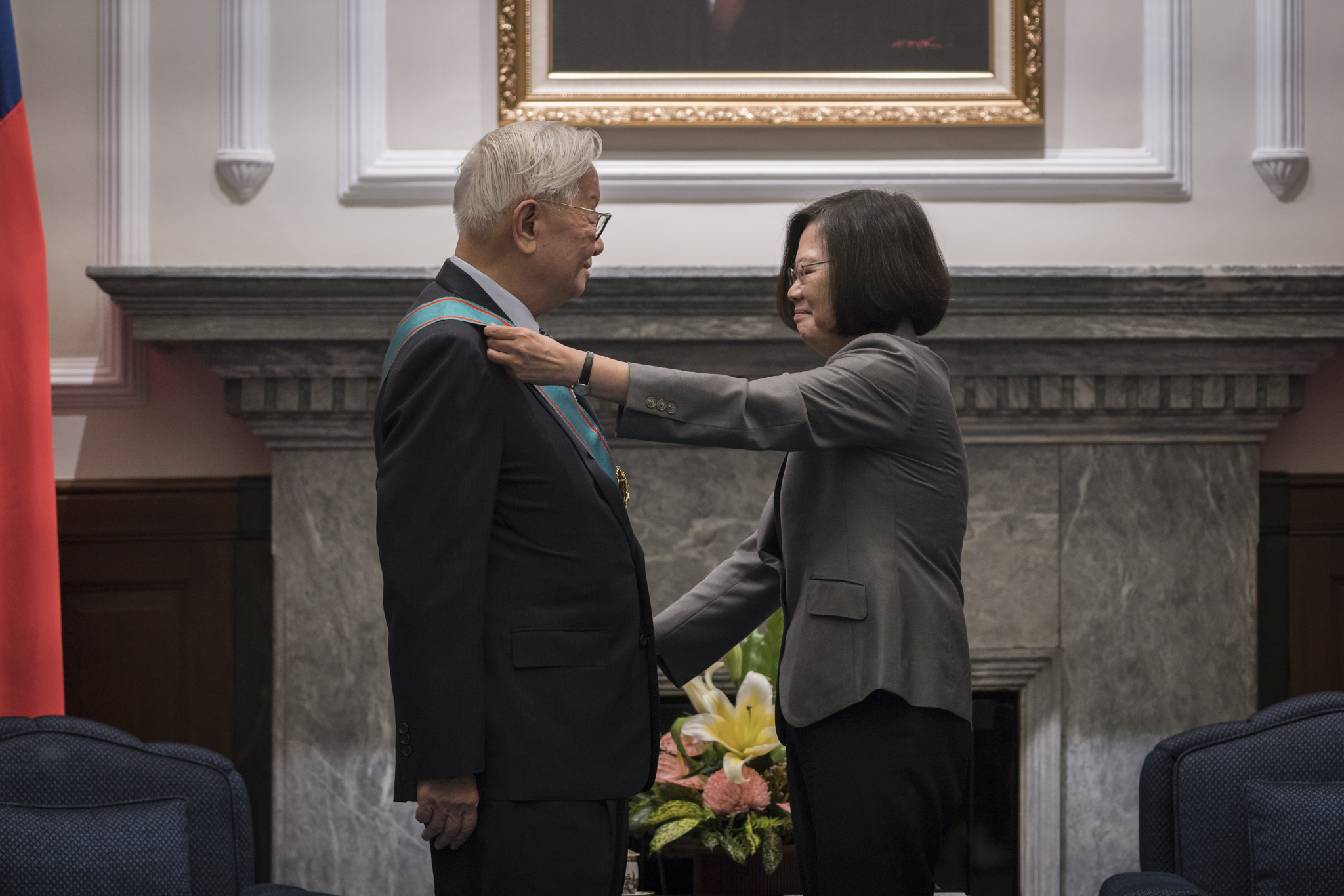
Morris Chang reçoit l'ordre des Nuages propices avec grand cordon spécial des mains de la présidente Tsai Ing-wen.

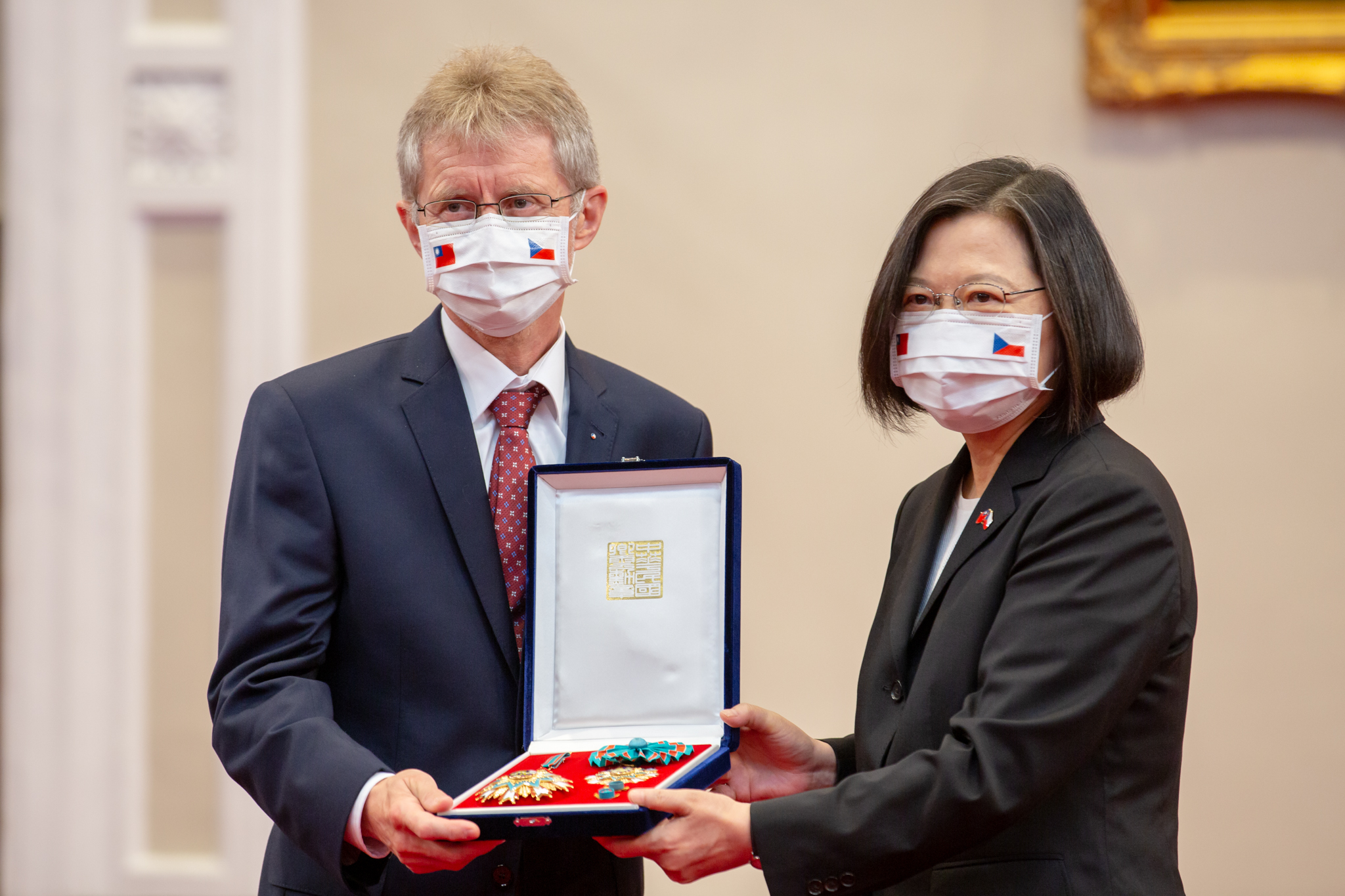
, en mémoire de son défunt prédécesseur, acceptant l'ordre des Nuages propices avec grand cordon spécial.

- Edvard Beneš, président de la Tchécoslovaquie[5]
- Pieter Willem Botha[6], président de l'État d'Afrique du Sud
- Raymond Burghardt (en) (薄瑞光)[7], directeur de l'Institut américain de Taïwan (en)
- Manuel Ávila Camacho[4]:186, président du Mexique
- Morris Chang[1], fondateur et ancien PDG de Taiwan Semiconductor Manufacturing Company (TSMC)
- Tchang Kaï-chek, président de la république de Chine
- Frederick Chien, président du Yuan de contrôle
- José Figueres Ferrer[8], président du Costa Rica
- Timothy Harris[1], Premier ministre de Saint-Christophe-et-Niévès
- Jesse Helms[9], sénateur américain de Caroline du Nord
- Nobusuke Kishi, Premier ministre du Japon
- Jaroslav Kubera (en), à titre posthume[10], président du Sénat de la République tchèque
- Lin Chuan[1], Premier ministre de la république de Chine
- Eva Macapagal (en)[11], Première dame des Philippines
- Park Chung-hee[12], président de la Corée du Sud
- Ileana Ros-Lehtinen[1], membre de la Chambre des représentants des États-Unis du 27e district de Floride
- Shih Chi-yang (en)[13], président du Yuan judiciaire
- Reine mère Sirikit Kitiyakara de Thaïlande[14]
- Hermann Otto Solms[1], membre du Bundestag
- Hassan ben Talal[15], prince de Jordanie
- Jose Villannueva[16], ambassadeur dominicain en république de Chine
- Wang Ginn-wang (en)[17], ministre de l'administration des garde-côtes (Taïwan)
- Yin Shun (en)[18], moine et académicien bouddhiste
- Alain Richard[19], sénateur français et ancien ministre de la Défense
- Luis Castiglioni (en)[20], ministre paraguayen de l'Industrie et du Commerce et ancien vice-président du Paraguay
- Nancy Pelosi[21], présidente de la Chambre des représentants des États-Unis
- Jean-Robert Pitte[22], secrétaire perpétuel de l'Académie des sciences morales et politiques relevant de l'Institut de France
- Shinzō Abe, Premier ministre du Japon